# Djamatik
Djamatik, né en Martinique, est un chanteur de reggae et dancehall et rappeur français originaire de Garges-lès-Gonesse dans le Val-d'Oise.
Après avoir été membre et cofondateur du groupe Neg' Marrons en 1995, avec qui il sortira l'album Rue Case Nègres en 1997, certifié disque d'or, il commence une carrière solo en 1999 et publie son premier album intitulé Djamatik Connections chez Sony Music qui rencontrera le succès et sera certifié disque d'or. Par la suite, il participe à plusieurs collaborations et revient en 2007 avec un deuxième album intitulé Djamatik Musication suivi de Djamatik and The Lion Business band en 2017. La même année, Il fonde le groupe Lion Biz-ness Band, avec qui il prépare un futur album.

## Biographie
Djamatik est originaire de Martinique. Il forme, avec Jacky et Ben-J, les Neg' Marrons et sortent leur premier album, Rue Case Nègres en 1997, certifié disque d'or. Il participe en 1998 au concert à l'Olympia avec tout le Secteur Ä, et quitte les Neg' Marrons en 1999 afin de poursuivre une carrière solo et se consacrer au reggae. La même année, en 1999, il publie son premier album solo intitulé Djamatik Connections, qui mêle rap (Ärsenik, Passi, Doc Gynéco), zouk (Joëlle Ursull, Kassav), reggae (Tonton David, Metal Sound, Janik) et musique jamaïcaine. L'album, qui atteint la 55e place des classements musicaux français, est certifié disque d'or. Après huit ans d'absence, il publie son deuxième album solo, Djamatik Musication, au label WinStage Music, réalisé par le bassiste et compositeur David Jacob.
En 2016, Djamatik annonce sur la radio Skyrock lors de l'émission Planète Rap, la préparation de Djamatik Connections 2. Un premier extrait est diffusé en duo avec Doc Gynéco.
En 2017, Djamatik fonde le groupe Lion Biz-ness Band composé de musiciens et chanteurs de différents horizons avec qui il prépare la sortie d'un album intitulé Nouvelle Ère.

## Discographie

### Albums studio en solo
- 1999 : Djamatik Connections
- 2007 : Djamatik Musication
- 2017 : Djamatik and The Lion Business band

### Album live collaboratifs
- 1998 : Le Secteur Ä - Live à L'Olympia

### Albums studio collaboratifs
- 1997 : Rue Case Nègres (avec Neg' Marrons)
- 1997 : Ruff'Neg'Marrons (avec Neg' Marrons)
- 2000 : Secteur A All Star (avec Secteur Ä)
- 2018 : Best of Secteur Ä (avec Secteur Ä)
- 2018 : Nouvelle Ère (avec Lion Biz-ness)

### Apparitions
- 1996 : Clic Clic de Doc Gynéco avec La Clinique et Passi, sur le maxi Viens voir le Docteur.
- 1997 : Album Quelques balles de plus de Stomy Bugsy
- 1998 : Album Quelques gouttes suffisent d'Ärsenik
- 1999 : B.O du film Trafic d’Influences
- 2000 : Compilation Secteur A All Stars
- 2001 : Prise D'otage de Stomy Bugsy avec Kulu Ganja

## Clips
- 1995 : La monnaie (Rue case nègre)
- 1996 : Lèves-toi, bats-toi (Rue case nègre)
- 1996 : Ménage à 4 (Rue case nègre)
- 1998 : Une affaire de famille (Arsenik - Quelques gouttes suffisent)
- 1998 : Mes forces décuplent quand on m'inculpe (Quelques balles pour le calibre qu'il te faut)
- 1999 : Tcha Tcha Tcha (Monsieur R Mission'R feat. G-Kill & Djamatik)
- 2001 : Prise D'otage de Stomy Bugsy avec Kulu Ganja
- 2007 : Escorte-moi (Djamatik Musication)
- 2009 : Djamatik Life Parti 1&2
- 2016 : MADIBA FOREVER (Straika D, Féfé Typical, Wonda Wendy, Tiwony, Difanga, Djamatik, Apollo J, Mathieu Ruben, Princess Nayah, Sir Samuel, Junior Ruben, Kool Saze, Mc Janik et Perle Noire)
- 2016 : L'Histoire est tragique